# Jelle (single)
Jelle is een single van het gelegenheidsduo Arjen Lubach (Slimme Schemer) en Janine Abbring (Tido). Het lied is een parodie op het lied Stan (van Dido en Eminem) waarbij de Friese zanger Syb van der Ploeg op de hak wordt genomen. Het lied bevat enkele woorden uit de Friese taal zoals "heit en mem" (vader en moeder), "beppe" (oma) en "Fryske dúmkes", alsook topografische verwijzingen naar Hurdegaryp en het Tjeukemeer. De naam Slimme Schemer is een verbastering van Slim Shady, de bijnaam van Eminem.
Het lied was oorspronkelijk bedoeld als grap rond het Noorderslagfestival. Toen het lied op Radio 3FM werd gedraaid, meldden platenmaatschappijen zich om het als single uit te brengen. Ze tekenden rond 20 januari 2001 bij Arcade Records. Voor de 'B-kant' maakten ze het nummer "Eendagsvlieg", dat gaat over hun belevenissen met het lied Jelle, "een formaliteit", zei Lubach daarover.
Jelle kwam op 10 februari 2001 op de 3e positie binnen in de Nederlandse Top 40 (hoogste positie in de Nederlandse Top 40) en bereikte op 17 februari 2001 de 2e positie in de Mega Top 100. Met een optreden in het muziekprogramma Top of the Pops maakte Janine Abbring in 2001 haar debuut op de nationale televisie. In april van 2001 geeft het duo aan te gaan stoppen met optredens. In 2013 trad het duo voor 3FM Serious Request nog een keer op in het Glazen Huis.
Op 14 december 2019, werd het nummer live gespeeld door Slimme Schemer, Tido en De Kast. Dit ter gelegenheid van het 30-jarige jubileum van De Kast, wat gevierd werd in AFAS Live. Lubach had zichzelf aangeboden voor een gastoptreden en Syb van der Ploeg zag dit wel zitten. Het laatste rapgedeelte in het nummer werd door Van der Ploeg gerapt, in het origineel deed Lubach een imitatie van Van der Ploeg.

## Tekst
Het nummer gaat over een fanatieke fan van Syb van der Ploeg, Jelle, en zijn cavia. Jelle heeft alles van Syb. In zijn e-mail schrijft hij dat hij al zijn platen heeft, een grote poster boven zijn bed heeft. In een twintig pagina's tellende brief schrijft Jelle dat hij de naam van zijn idool in zijn zeiljack heeft laten haken en een website over hem heeft gemaakt. Wel is hij teleurgesteld dat Syb niets van zich heeft laten horen en ook niet naar hem toe is gekomen toen Syb in Hurdegaryp was ("dat is best wel in de buurt"), of nadat Jelle samen met zijn broertje Hielke-Anne drie uur lang op hem wachtte in de kantine van Omrop Fryslân. Vervolgens vertelt Jelle op een bandje dat hij zwaar teleurgesteld is dat Syb zijn belofte om terug te schrijven niet is nagekomen. Terwijl hij het bandje inspreekt fietst hij wanhopig, levensmoe van het liefdesverdriet, het Tjeukemeer in, samen met zijn cavia (Sybje) die in zijn rugzak zit. Zijn laatste woorden zijn "Oh bliksem, nu ben ik vergeten hoe ik dit bandje sturen kan." Hierna reageert Syb op de fanmail die hij ontvangen had van Jelle en legt uit waarom hij tot zijn spijt niet eerder kon reageren, maar best eens met Jelle in het Tjeukemeer op paling wil vissen. Syb vertelt dan over een jongen die door zijn grootmoeder uit het Tjeukemeer was gered, maar dat de cavia het niet had gered. Dan realiseert Syb zich dat dit Jelle was. Het refrein wordt gezongen vanuit het perspectief van de cavia die zich in de rugzak afvraagt waar de reis heen gaat.

## Rechtszaak
Het duo maakte rond 20 januari een deal met een platenmaatschappij om het lied uit te brengen als single maar moest de uitspraak van de rechtbank in Groningen afwachten voordat het verkocht kon worden. Volgens De Kast BV liftte het duo mee op de bekendheid van Syb van der Ploeg en zou door tekstuele verwijzingen het auteursrecht worden geschonden. In het kort geding oordeelde de Groninger rechtbank op 29 januari dat de parodie niet onrechtmatig was tegenover Syb van der Ploeg. Ook kon De Kast BV niet aantonen dat zij de auteursrechten van de bandleden bezaten. Een week na de uitspraak kwam Syb van der Ploeg samen met Radio 538-diskjockey Edwin Evers met een eigen parodie op Jelle. Kort daarop, op 3 februari, werd de videoclip opgenomen bij de Hoornseplas bij Groningen. De eerste uitzending was op 6 februari 2001 op TMF.

## Hitlijsten
| Hitlijst           | Hoogste positie |
| ------------------ | --------------- |
| Nederlandse Top 40 | 3               |
| Mega Top 100       | 2               |